# Wilesco
Wilesco är varumärket för den tyska tillverkaren av modellångmaskiner, Wilhelm Schröder GmbH & Co. KG i Lüdenscheid i Nordrhein-Westfalen i Tyskland
Wilhelm Schröder GmbH & Co. var från början en producent av bestick och andra produkter i gjutgods av aluminium och zink, och senare av leksaker i aluminium som dockbestick och liknande på 1920-talet. Företaget började 1950 tillverka miniatyrångmaskiner. 
Wilesco har också i sitt sortiment diverse tillbehör till ångmaskinerna, som elgeneratorer och verkstadsmaskiner.

## Bildgalleri

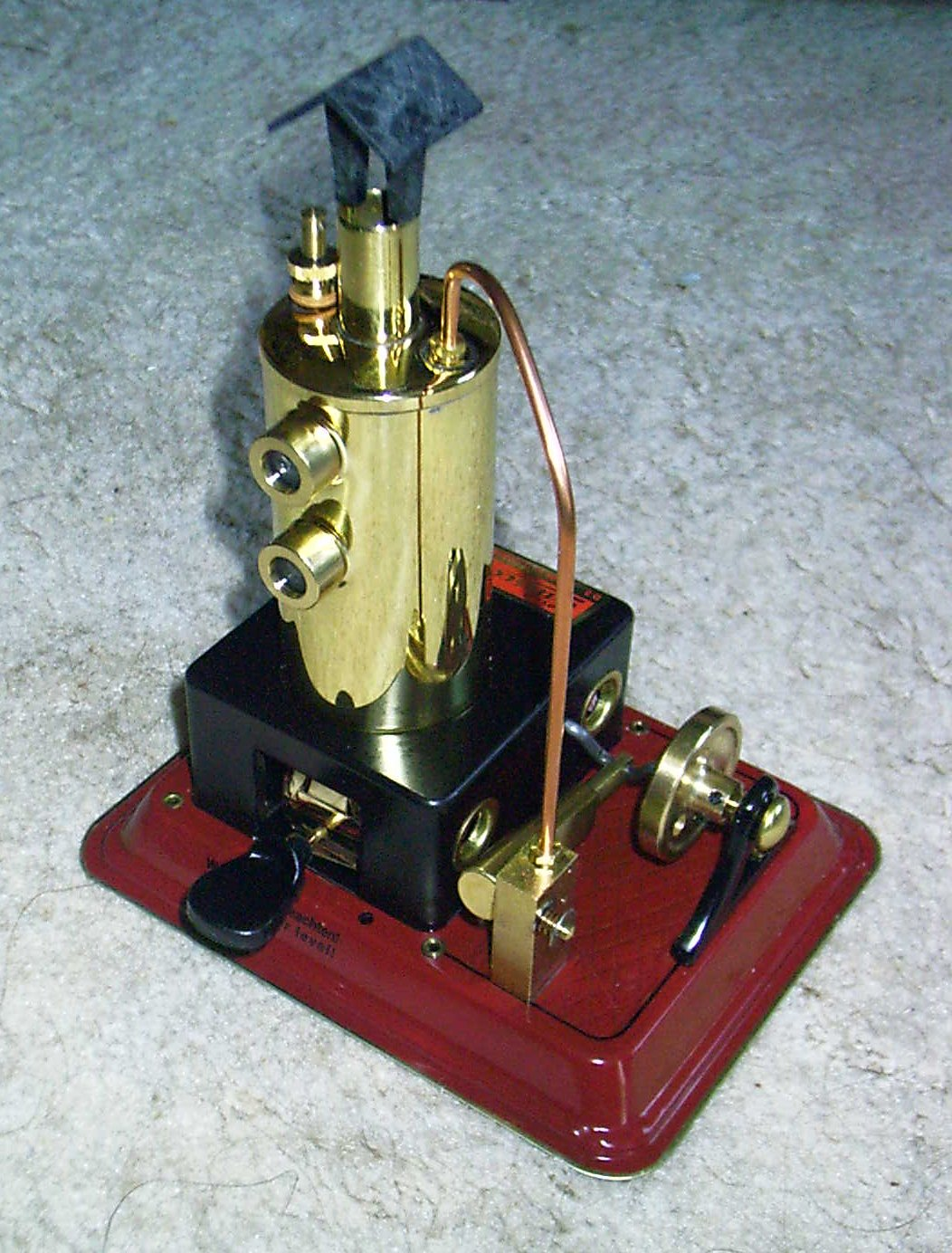
D3, enkel ångmaskin
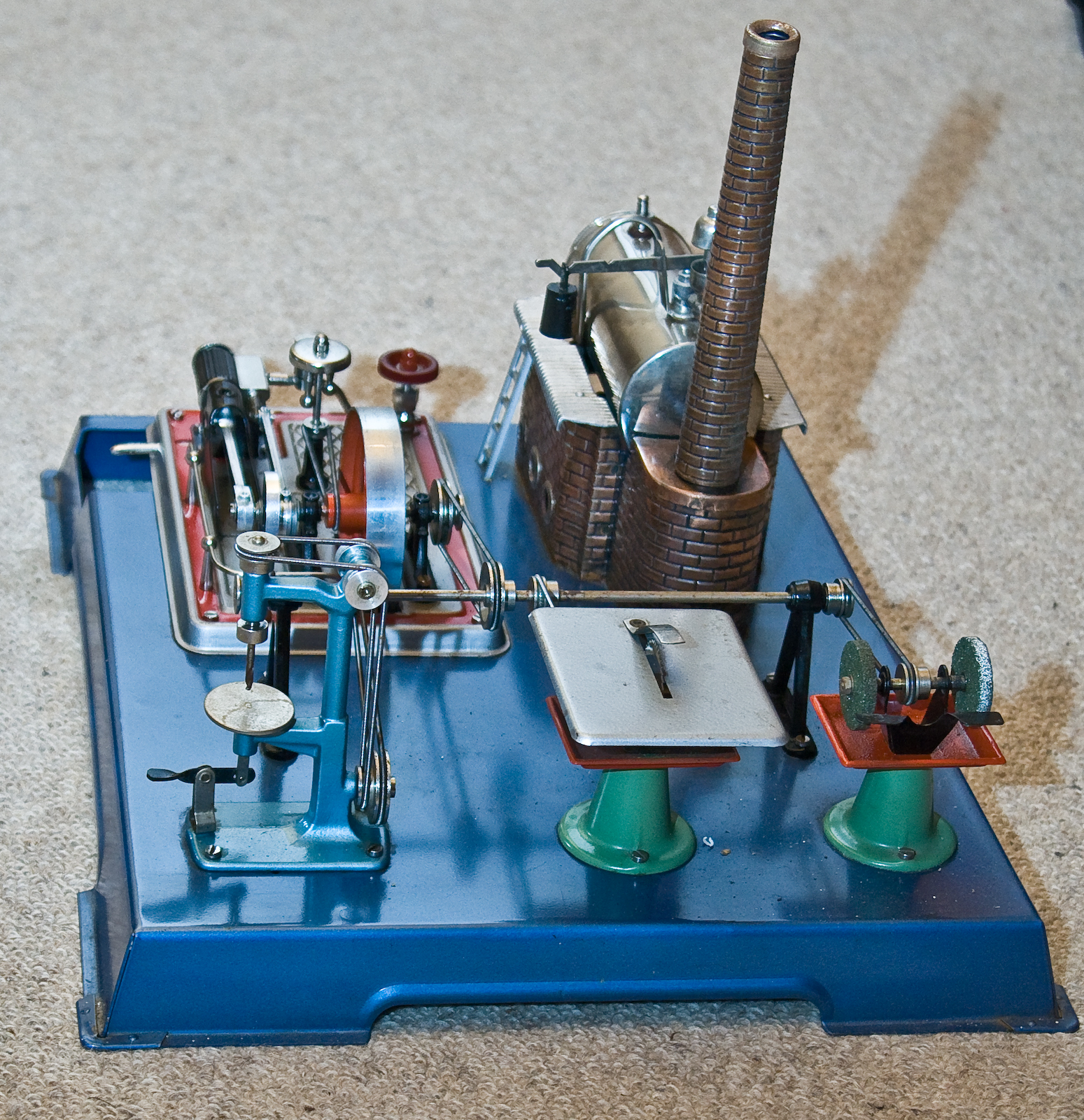
D161, med verkstadsmaskiner
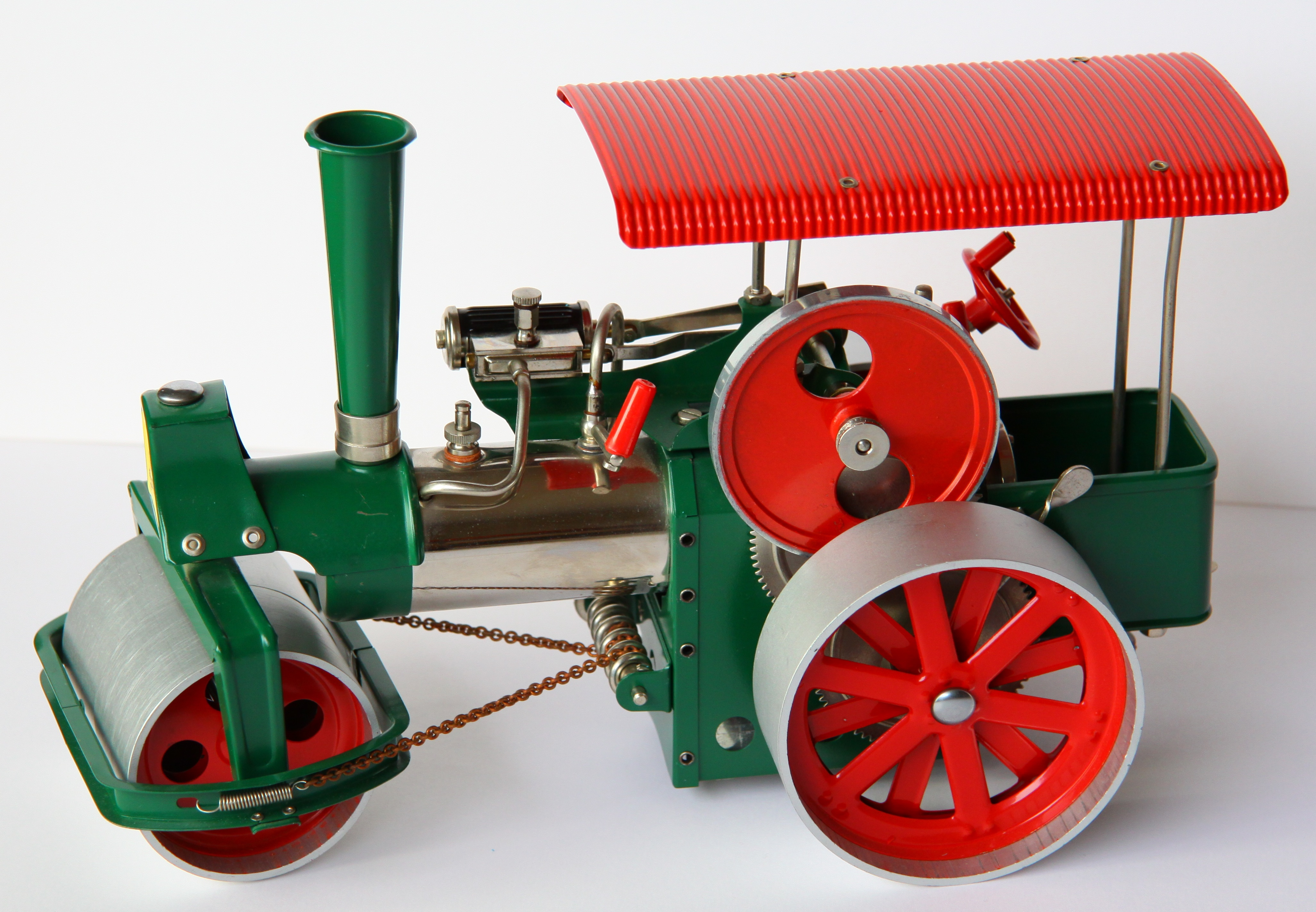
Lokomobil